# Асје (Изер)
Асје (фр. Assieu) насеље је и општина у источној Француској у региону Рона-Алпи, у департману Изер која припада префектури Вјен.
По подацима из 2011. године у општини је живело 1.337 становника, а густина насељености је износила 108,35 становника/km². Општина се простире на површини од 12,34 km². Налази се на средњој надморској висини од 280 метара (максималној 407 m, а минималној 220 m).

## Демографија
| 1962. | 1968. | 1975. | 1982. | 1990. | 1999. | 2011. |
| ----- | ----- | ----- | ----- | ----- | ----- | ----- |
| 507   | 514   | 567   | 612   | 768   | 889   | 1.337 |

График промене броја становника у току последњих година